# Переверзин, Владимир Иванович
Влади́мир Ива́нович Переве́рзин (род. 6 апреля 1966 года, Москва) — экономист, бывший менеджер компании «ЮКОС», один из руководителей кипрских дочерних предприятий этой фирмы, в марте 2007 года в рамках «дела ЮКОСа» был осуждён по части 4 статьи 160 Уголовного кодекса Российской Федерации (УК РФ) (присвоение или растрата, совершённые организованной группой либо в особо крупном размере), части 4 статьи 174 УК РФ (легализация денежных средств, приобретённых преступным путём) и более семи лет провёл в заключении, отбывая наказание.
Переверзин — один из 39 человек, внесённых российскими оппозиционерами в список лиц, которые, по их мнению, являлись политическими заключёнными.

## Биография
Владимир Переверзин родился в Москве 6 апреля 1966 году. Детство и юность прошли в Чертаново. В школьные годы занимался спортом в центре образования Самбо-70. Получил высшее экономическое образование в Московском технологическом институте. Непродолжительное время работал в Мособлисполкоме, после чего перешёл на работу в Управление внешнеэкономической деятельностью Госкомспорта СССР.
В 1991 году по объявлению в газете о наборе специалистов по внешнеэкономической деятельности, перешёл на работу в «Коммерческий инновационный банк научно-технического прогресса», позднее переименованный в «банк Менатеп». Начав с позиции эксперта отдела международных расчётов, Переверзин достиг должности руководителя отдела.
В 1994-95 годах Переверзин прошёл годичную стажировку в Лидском университете (Великобритания). По возвращении в Россию возглавил главное валютное управление «Менатепа», затем — только что открывшийся филиал банка на Кипре. В период финансового кризиса 1998 года банк «Менатеп» прекратил своё существование и его кипрский филиал был закрыт.
В ноябре 1999 года Переверзин пришёл в ЮКОС на должность заместителя главы дирекции внешнего долга. В апреле 2000 года Переверзин вновь переехал на Кипр в качестве одного из директоров дочерних компаний ЮКОСа «Руттенхолд» (Routhenhold Holdings Limited) и «Пронет» (Pronet Holdings Limited), где занимался организацией работы офисов, занятых торговлей нефтью и нефтепродуктами. В ноябре 2002 года Переверзин покинул ЮКОС, работал зампредседателя правления в одном из банков, откуда был вынужден уволиться после первого допроса по делу ЮКОСа. В ноябре 2004 года (за месяц до грядущего ареста) Переверзин вернулся в ЮКОС в московское представительство «Руттенхолда»..

## Уголовное дело
В ноябре 2004 года по повестке Генеральной прокуратуры Переверзин был вызван на допрос, касавшийся деталей его работы в ЮКОСе. По совету адвоката, который сопровождал его, он отказался от дачи показаний на основании 51-й статьи Конституции РФ (««никто не обязан свидетельствовать против самого себя»). Впоследствии, анализируя свои действия, Переверзин назвал это решение своей роковой ошибкой.
16 декабря 2004 года следователь Асадулин вызвал Переверзина для срочной и краткой беседы. На встрече Переверзин был допрошен как свидетель, а затем арестован как подозреваемый. Переверзин рассказывал, что время допроса, который продлился до 8 утра 17 декабря, следователи давили на него с целью получить показания против руководителей ЮКОСа. 18 декабря его заключили под стражу, а 24 декабря Переверзину были предъявлены обвинения в хищении и легализации денежных средств (в совокупности, до 12 лет лишения свободы).
По словам Переверзина, в ходе допросов следователи предлагали ему условный срок в обмен на признательные показания показания против Ходорковского, Лебедева и Михаила Брудно. В обмен на условный срок него требовали признать, что его работа контролировалась высшим руководством ЮКОСа. В ответ Переверзин объяснял следователям, что ни с Ходорковским, ни с Лебедевым он ни разу не общался, а Брудно видел один раз. Переверзин объяснял, что считал схему работу дочерних компаний ЮКОСа законной предпринимательской деятельностью, а схему с их участием — рядовой налоговой оптимизацией.
Тем не менее, в обвинительном заключении Переверзин обнаружил утверждения, что он был осведомлён о формальном характере деятельности «Руттенхолда» и «Пронета», работа которых якобы была направлена исключительно на создание видимости предпринимательской деятельности по продаже нефти и нефтепродуктов. Несмотря на то, что Переверзин фактически был обычным административным работником, следствие назвало его участником хищения в составе организованной группы.
В мае 2005 года следствие предъявило Переверзину и Владимиру Малаховскому, который возглавлял компании «Альта-Трейд», «Ратибор» и «Энерготрейд», входившие в периметр ЮКОСа, обвинение в хищении чужого имущества путём присвоения, совершенного в составе организованной группы (статья 160 УК РФ), а также в легализации средств, добытых преступным путём, (ст. 174.1 УК РФ). В ходе предъявления обвинительного заключения в окончательной редакции в августе 2005 года Переверзин частично признал вину в том, что был формальным директором, но отметил, что считал эти действия законными (после этого в обвинительное заключение была добавлена запись о способствованию расследования как смягчающем вину обстоятельстве). В марте 2006 года Генеральная прокуратура Российской Федерации передала дело Переверзина и Малаховского в суд.
По версии следствия, в 2000—2002 годах в составе организованной преступной группы реализовал схем, при которой ЮКОС покупал у «Руттенхолда» и «Пронета» нефть про кратно заниженной цене, а затем продавал её по рыночной цене и переводил выручку в «Ратибор» и «Фаргойл», откуда эти средства поступали на счета зарубежных фирм, которые переводили их основным акционерам ЮКОСа. По оценке следователей, стоимость похищенной таким образом нефти составила 13 млрд долларов, и 8,5 из них были легализованы. Обвиняемым также вменялось осуществление прочей экономической деятельности с использованием похищенных средств.
1 марта 2007 года Басманный районный суд города Москвы, проводивший заседание в закрытом режиме под председательством судьи Ярлыковой Е. Н., с участием государственных обвинителей — прокуроров Шляевой И. Ю. и Дубинского С. В., приговорил Переверзина и Малаховского к 11 и 12 годам колонии строгого режима соответственно, несмотря на то, что для последнего прокурор запрашивал только 11 лет.  Вину подсудимые не признали.
Пресс-центр Михаила Ходорковского и Платона Лебедева отмечал, что формулировки о хищении нефти в приговоре дословно совпадали с текстом учебника по экономике предприятий нефтяной и газовой промышленности под редакцией В. Ф. Дунаева, где «преступная схема» была описана как типичная организация работы вертикально-интегрированных нефтяных компаний и порядок трансфертного ценообразования.
По мнению Алексея Дудника, адвоката В. Переверзина, приговор Басманного суда существенно противоречил трем предыдущим судебным решениям по делу ЮКОСа. Первое, это решение Верховного суда РФ по делу экс-управляющего дочерним предприятием НК ЮКОС «Самаранефтегазом» Павла Анисимова, осужденного на 2,5 года условно за неуплату компанией налогов, второе — решение в отношении управляющего ОАО «Юганскнефтегаз» Тагирзяна Гильманова, получившего три года условно за пособничество в уклонении от уплаты налогов организацией, третье — решение по иску Федеральной налоговой службы к аудитору ЮКОСа — ЗАО «ПрайсвотерхаусКуперс Аудит». Все эти решения объединяет общий вывод: ЮКОС является собственником нефти, добываемой его дочерними предприятиями. Сделки с ней, с участием аффилированных фирм, проводили не с целью хищения, а для уклонения от налогообложения, которое, согласно УК РФ, наказывается максимально шестью годами лишения свободы. По этой причине в Страсбургский суд была направлена жалоба на нарушение Россией ст. 6 Европейской конвенции по правам человека «Право на справедливое судебное разбирательство», которую суд признал неприемлемой.

### Жизнь в заключении и освобождение
Находясь в заключении В. Переверзин побывал в четырёх тюрьмах и трёх колониях. 31 августа 2010 года Владимир Переверзин был доставлен в Хамовнический районный суд Москвы, на процесс по второму уголовному делу Михаила Ходорковского и Платона Лебедева в качестве свидетеля защиты. В это время адвокатом В. Переверзина были поданы документы на условно-досрочное освобождение (УДО). По словам Владимира Ивановича, в обмен на УДО ему вновь предложили оговорить Ходорковского и Лебедева, а чтобы сделать его более сговорчивым, со стороны администрации исправительного учреждения его подвергали различным наказаниям, что препятствовало выходу на свободу.
В своих показаниях Переверзин подробно описал схему работы дочерних компаний ЮКОСа, подчеркнул законный характер их деятельности, отсутствие претензий налоговых органов и отметил, что не был знаком с подсудимыми и не получал от них каких-либо незаконных указаний. Предположительно, это вызвало недовольство прокурора Лахтина, который начал препятствовать ходу допроса. Также Переверзин рассказал о давлении, которое оказывали на него сотрудники прокуратуры в ходе следствия.
Ситуация шокировала членов делегации Европарламента, которые присутствовали на заседании. По окончании суда глава комитета по правам человека Европейского парламента Хейди Хаутала выразила восхищение Переверзиным, а давление, которое оказывали на него следователи в ходе расследования и гособвинителем на заседании, сочла поводом для тщательного расследования и настоящим скандалом в российской судебной системе.
Переверзин рассказывал, что по возвращении в колонию после суда стал объектом провокаций со стороны других заключённых. Некоторые признавались, что получали указания от администрации. Получавший угрозы Переверзин попытался нанести себе увечья, чтобы его увезли из колонии, но был остановлен другими заключёнными. Вскоре его перевели в другую колонию.
Защита Переверзина добилась сокращения 11-летнего срока заключения на 2,5 года в связи со смягчением статей № 174 УК РФ (легализация) и № 160 УК РФ (присвоение денежных средств). В начале 2011 года бывший менеджер ЮКОСа пытался добиться условно-досрочного освобождения, но получил отказ. Был освобождён 15 февраля 2012 года после 7 лет и 2 месяцев заключения.

## Жизнь после освобождения
Через год после освобождения Владимир Переверзин издал книгу — «Заложник: История менеджера ЮКОСа», в которой в деталях рассказал о судебном процессе над ним и годах, проведённых в заключении. Презентация книги проходила 27 августа 2013 г. в Сахаровском центре и 11 сентября в московском магазине Библио-Глобус. затем в Бруклинской публичной библиотеке в Нью-Йорке в канун второй годовщины смерти Василия Алексаняна, одной из жертв дела ЮКОСа. Позднее Переверзин вёл блоги на сайтах «Сноб» и «Ходорковский.ру». C 2014 года живет и работает в Берлине.

## Некоторые высказывания В. Переверзина
- Если б я сидел за убийство, я сидел бы в гораздо лучших условиях и спокойно освободился бы по УДО. Но поскольку в вертикали власти, начиная от судей и главы следственной группы, которые получили свои квартиры и ордена и вплоть до самого низа, до самых подошв, все хотели выслужиться — не было никаких поблажек или снисхождений. Было всё жёстко[9].
- Жизнь каждой колонии определяется не законом, а степенью самодурства начальника колонии и его окружения. Хозяин колонии может делать всё что угодно[9].
- Чем судья, которая осуждает огромное количество невиновных людей, лучше человека, который при каких-то обстоятельствах убил другого человека[9]?
- Служить надо закону, а не начальству, как принято в России. Если бы каждый делал то, что должен делать, то жизнь стала бы значительно лучше[5]:241.
- За время своего пребывания за решеткой я видел гораздо больше человеческого отношения от заключенных, пусть даже сидящих за свои преступления, чем от работников правоохранительных органов. ПравоХоронительных — так будет правильнее их называть… Все неприятности, случавшиеся со мной, все пакости и провокации всегда исходили от мусоров, которых, к сожалению, иным словом я назвать не могу[5]:45.